# The Undertaker
Mark William Calaway (* 24. März 1965 in Houston, Texas), bekannt unter seinem Ringnamen The Undertaker, ist ein ehemaliger US-amerikanischer Wrestler. Calaway gilt als einer der bedeutendsten Wrestler aller Zeiten. Sein Gimmick des mystischen Totengräbers The Undertaker zählt zu den bekanntesten der Wrestlinggeschichte. Er stand von 1990 bis 2020 durchgehend bei World Wrestling Entertainment (WWE, vormals WWF) unter Vertrag und wurde 2022 in die WWE Hall of Fame aufgenommen.
Er gewann viermal die WWE Championship und dreimal die World Heavyweight Championship. Berühmtheit erlangte seine Siegesserie The Streak bei dem jährlichen WWE-Höhepunkt WrestleMania, wo er zwischen 1991 und 2013 21 Mal in Folge ungeschlagen blieb. Die Beendigung der Streak durch Brock Lesnar bei WrestleMania 30 gilt als einer der größten Überraschungsmomente der jüngeren WWE-Geschichte.
Viele Jahre stand ihm Paul Bearer (William A. Moody) als Manager zur Seite. Der Wrestler Kane (Glenn Jacobs) verkörperte den Bruder des Undertakers, gemeinsam bildeten sie das Tag Team Brothers of Destruction.

## Biografie

### Frühe Jahre
Mark Calaway kam als einer von fünf Söhnen von Catherine und Frank Calaway zur Welt. Sein Vater starb 2003 im Alter von 76 Jahren. Calaway hat an der University of St. Thomas studiert und betätigt sich abseits seiner Wrestlingkarriere mit dem An- und Verkauf von Immobilien. Nach einem Basketball-Stipendium am Angelina College in Lufkin (Texas) studierte Mark Calaway Sportmanagement an der Texas Wesleyan University in Fort Worth. Hier spielte er als Center Basketball mit dem Ziel, Profi zu werden, bis ihm eine Karriere als Wrestler angeboten wurde. Er brach sein Studium kurz vor dessen Abschluss ab, arbeitete als Türsteher und Geldeintreiber.

### Anfänge im Wrestling
1984 wurde Calaway bei World Class Championship Wrestling unter Vertrag genommen. Nachdem er die Promotion 1988 verlassen hatte, war er in kleineren Ligen aktiv. 1989 gewann Calaway als The Master of Pain in einem Match gegen Jerry Lawler den USWA Unified World Heavyweight Championtitel. Von 1989 bis 1990 trat Calaway als Mean Mark Callous bei World Championship Wrestling auf. Im März 1990 folgte ein kurzes Intermezzo als Punisher Dice Morgan bei NJPW, ehe er wenige Monate später zur World Wrestling Federation wechselte.

### World Wrestling Federation/Entertainment

#### Western Mortician und The Deadman (1990–1996)
In der WWF entstand das Gimmick The Undertaker (deutsch Der Bestatter), als Western-Totengräber, welches bei der Großveranstaltung Survivor Series 1990 offiziell dem breiten Publikum vorgestellt wurde (tatsächlich trat er bereits wenige Tage zuvor bei einer Aufzeichnung der Sendung WWF Superstars zum ersten Mal als Kane the Undertaker auf, die Sendung wurde jedoch erst nach der Survivor Series ausgestrahlt). Als Ringbegleitung und Sprachrohr bekam er zuerst für kurze Zeit Brother Love zur Seite gestellt, der jedoch bald von dem „Bestattungsunternehmer“ Paul Bearer (Wortspiel: englisch pallbearer auf deutsch Sargträger) ersetzt wurde. Ein Jahr später, bei der Survivor Series 1991 erhielt Calaway den WWF-Champion-Titel von Hulk Hogan, um ihn sechs Tage später wieder an diesen abzugeben. Ab diesem Zeitpunkt ging seine Karriere steil bergauf.
Zwischen den Großveranstaltungen Royal Rumble 1992 und Wrestlemania VIII entwickelte man den Charakter schließlich zum Babyface, also einem Publikumsliebling. Es folgte ein Fehdenprogramm mit seinem bisherigen Verbündeten Jake Roberts, nachdem er diesen daran gehindert hatte, Miss Elizabeth zu schlagen. Diese endete bei Wrestlemania VIII mit einem Sieg des Undertakers. Gleichzeitig war dies der vorerst letzte Auftritt von Roberts in der WWF, da er kurz darauf die Liga verließ. Im weiteren Verlauf des Jahres 1992 bestritt er ein Fehdenprogramm mit Kamala, welches bei der Survivor Series 1992 im ersten Coffin-Match der WWF überhaupt gipfelte. 1993 folgte eine Fehde gegen Giant González, welcher unangekündigt beim Royal Rumble 1993 auftauchte und den Undertaker eliminierte. Das Programm endete mit einem Sieg des Takers beim SummerSlam 1993 in einem Rest In Peace-Match, bei dem es keine Disqualifikation oder Auszählen gab. Gegen Jahresende begann ein Programm gegen den als Sumoringer auftretenden Yokozuna, ehe Calaway Anfang 1994 eine längere Verletzungspause einlegen musste. Hierzu wurde ein Angle inszeniert, bei dem der Undertaker während des WWF-Champion-Titelmatches (ebenfalls ein Sargmatch) beim Royal Rumble 1994 von diversen Heels attackiert und in den Sarg befördert wurde. Anschließend entschwebte er, begleitet von Blitz und Donner und umhüllt von Nebelschwaden zum Himmel bzw. zur Hallendecke (tatsächlich war es Marty Jannetty im Undertaker-Kostüm an Drahtseilen hängend) und kehrte erst im Sommer desselben Jahres wieder zurück.
Nach seiner Rückkehr besiegte Calaway in einer skurrilen Storyline seinen bösen, von Ted DiBiase als „echten“ Undertaker präsentierten Doppelgänger (dieser wurde von Brian Harris verkörpert, der als Wrestler unter den Namen Chainz und Brian Lee auftrat und ein Cousin Calaways ist) und beendete anschließend die Fehde mit Yokozuna in einem weiteren Sargmatch bei der Survivor Series. Der Schauspieler Chuck Norris fungierte in diesem Match als Special Enforcer, also als Gast-Ringrichter, der diesmal Eingriffe von außerhalb des Matches verhindern sollte (und dies mit einem Karate-Kick gegen Jeff Jarrett auch tat). Im Verlauf des Jahres 1995 fehdete er weiter mit der Million Dollar Corporation, da Ted DiBiase für die Niederlage „seines“ Undertakers auf Rache sann. Im Laufe der Fehde besiegte er u. a. King Kong Bundy bei WrestleMania XI sowie Kama (erneut in einem Sargmatch) beim SummerSlam ’95. Später verletzte sich Calaway während einer Backstageaufnahme am Orbitalknochen, was ihn zu einer weiteren Verletzungspause zwang.
Calaway kehrte bei der Survivor Series 1995 mit einer speziell für ihn angefertigten Gesichtsmaske zurück (die Verletzung war lt. Storyline noch nicht ganz ausgeheilt) und begann ein Fehdenprogramm gegen Diesel, nachdem dieser ihn am vermeintlichen Gewinn des WWF-Championtitels beim Royal Rumble 1996 gegen Bret Hart gehindert hatte. Die Fehde endete mit einem Wrestlemania-Sieg des Undertakers, woraufhin Kevin Nash alsbald zur WCW wechselte. Eine sehr intensive Fehde gegen den frisch aus der ECW gewechselten Mankind, in die auch andere Wrestler wie Executioner und Vader eingebunden wurden, folgte. In dessen Verlauf wurde er von seinem langjährigen Manager Paul Bearer hintergangen, welcher sich auf die Seite Mankinds schlug. Die Fehde entschied der Undertaker dann bei der Survivor Series 1996 für sich. Hier konnte er sich auch an Paul Bearer, der während des Matches in einem Käfig über dem Ring hing, für dessen Verrat rächen und ließ nach dem Match einen Feuerball in dessen Gesicht explodieren. Zu dieser Zeit änderte sich auch zum ersten Mal der Look des Undertakers: sein Outfit bestand nun mehr aus schwarzem Leder und Nieten und bekam damit deutliche Gothic-Anleihen. Außerdem sprach er häufiger und sein Charakter wurde allgemein etwas menschlicher und verwundbarer. Damit trug man dem Zeitgeist Rechnung, da sich das zombiehafte Totengräber-Gimmick langsam aber sicher abzunutzen schien und die bisher vorherrschenden, bunten und überzeichneten Cartoon-Charaktere mehr und mehr aus der Mode kamen und realistischeren, erwachseneren Figuren wichen.

#### Lord of Darkness und The Ministry of Darkness (1997–1999)

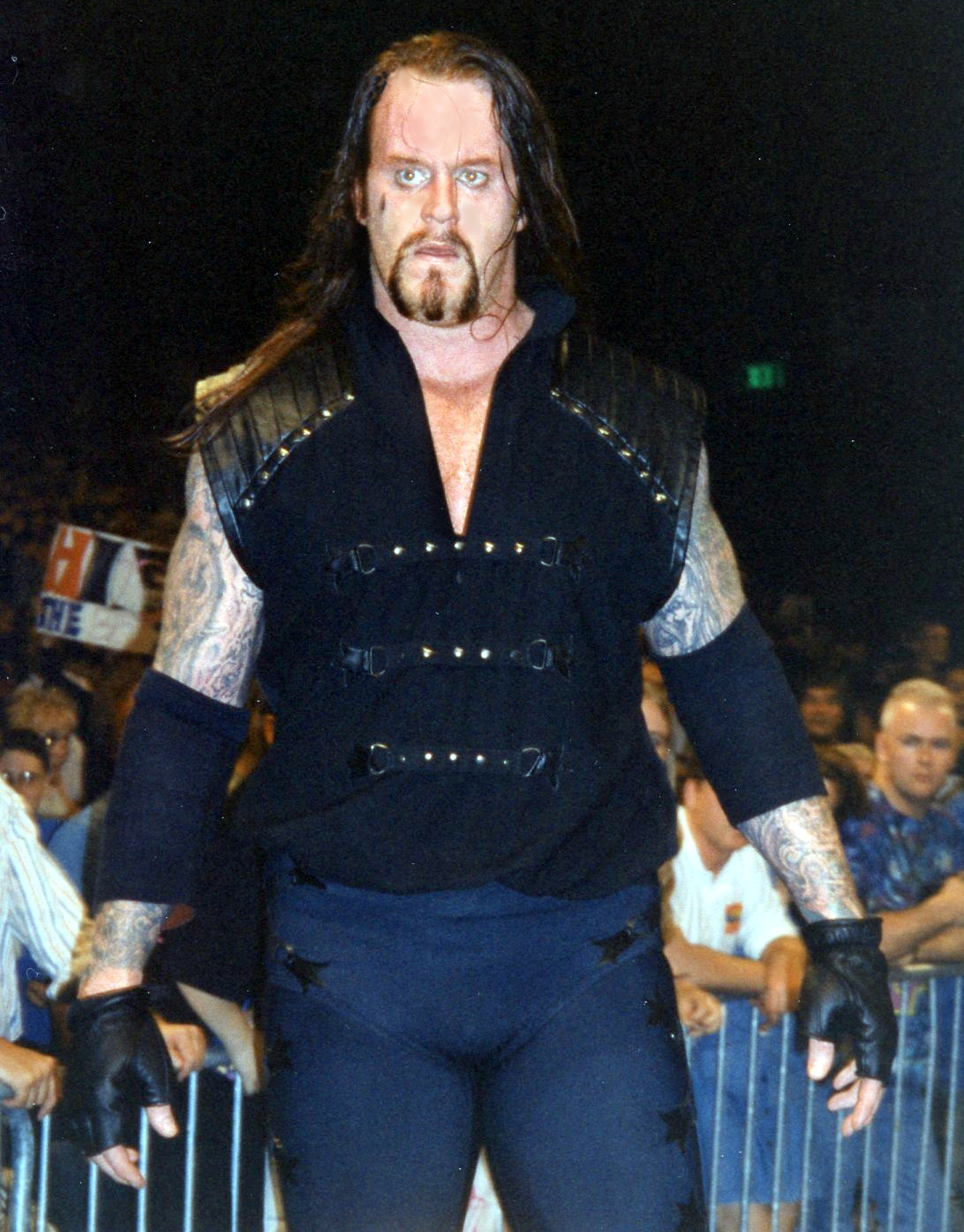
Calaway mit dem Lord-Of-Darkness-Gimmick im September 1997

1997 war Calaway in ein Programm um die WWF-Championship eingebunden und konnte diese bei Wrestlemania 13 gegen Sycho Sid auch zum zweiten Mal in seiner Karriere gewinnen. In das Programm waren außerdem auch Bret Hart, Sycho Sid und Steve Austin eingebunden, der Titel wechselte hier mehrfach. Den Titel verlor er bereits beim SummerSlam im August wieder an Bret Hart, nachdem der als Gast-Ringrichter eingesetzte Shawn Michaels ihm versehentlich einen Stuhl ins Gesicht geschlagen hatte, der eigentlich Hart hätte treffen sollen. Daraus wiederum entstand eine Fehde gegen Shawn Michaels, die in weiterer Folge zu dessen Heel-Turn und indirekt mit zur Gründung der D-Generation X führte.
Die beiden trafen u. a. im allerersten Hell-In-A-Cell-Match aufeinander, das für die damalige Zeit ungewöhnlich hart und blutig geführt wurde. Während des Matches kam der debütierende Kane in Begleitung von Paul Bearer zum Ring und sorgte mit einem Tombstone gegen den Undertaker für die Niederlage seines verhassten „Bruders“. Während eines weiteren Sargmatches um die WWF-Championship gegen Shawn Michaels beim Royal Rumble 1998 griff Kane erneut ein und beförderte den Undertaker in den Sarg, den er anschließend mit Benzin übergoss und anzündete. Das erste Match gegen seinen Bruder entschied der Undertaker bei WrestleMania XIV nach drei Tombstones für sich. Die Fehde war damit jedoch nicht beendet, u. a. trafen die beiden später im ersten Inferno-Match aufeinander, welches Calaway ebenfalls gewann. Im Laufe der folgenden Jahre sollte diese Brüder-Story in verschiedensten Variationen immer wieder aufgegriffen werden. Mal waren die Brüder verbündet (Brothers of Destruction), mal auch wieder verfeindet. Dies zog sich bis zum Karriereende beider Männer und dürfte damit die wohl am längsten aufrechterhaltene Storyline im Wrestling überhaupt gewesen sein. 
Bei Over the Edge 1999 errang Calaway seine dritte WWE Championship. Im Zuge der so genannten Attitude-Ära der WWF, Mitte bis Ende der 90er, verdüsterte man die Figur des Undertakers noch einmal mit satanischen Aspekten und ließ ihn eine Gefolgschaft um sich versammeln, die Ministry of Darkness. Es folgten Fehden gegen Shawn Michaels und seinen Storylinebruder Kane, ehe Calaway mit Kane das Tag Team Brothers of Destruction bildete. Sie gewannen die World-Tag-Team-Championtitel mehrfach. Während dieser Zeit wurde auch die Fehde des Undertakers mit Mankind erneuert, welche in einem unter Fans legendären Hell-in-a-Cell-Match endete.

#### American Bad Ass/Big Evil und Rückkehr des Deadmans (2000–2008)

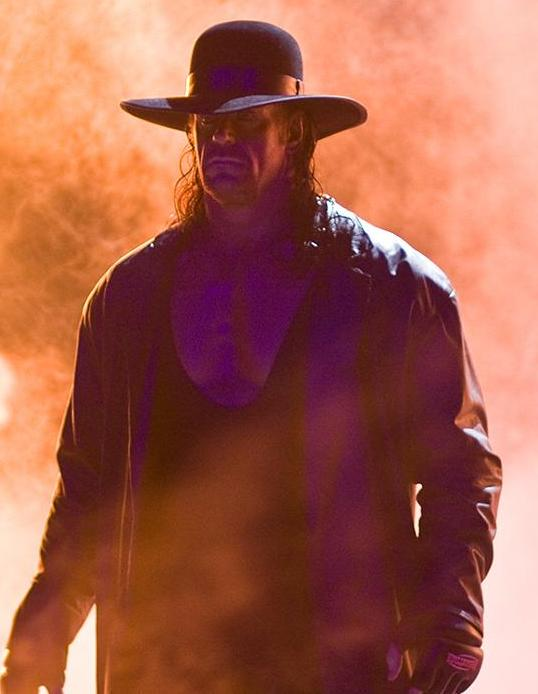
Calaway mit dem Deadman-Gimmick während seines
Entrance 2008

Um die Jahrtausendwende wandelte das Management das Gimmick Calaways für einige Zeit zum patriotischen Biker, der mit Motorrad am Ring erschien. Man begann ein Fehdenprogramm mit Vince McMahon, in welches später auch Kane einbezogen wurde. Nach der Survivor Series 2003 musste Calaway verletzungsbedingt pausieren.
Calaway kam bei WrestleMania 20 mit dem ursprünglichen Undertaker-Gimmick zurück. In der Folgezeit buchte man Calaway in mehrere Fehden, die sich teils um Titel drehten, teils in Spezialmatches, wie Sarg-Matches, Lebendig begraben etc. endeten. Anfang 2007 gewann er den namensgebenden Royal Rumble und erhielt somit ein Titelmatch bei WrestleMania gegen Batista. Calaway entschied dieses für sich und wurde World Heavyweight Champion. Aufgrund einer Bizepssehnenruptur musste er den Titel jedoch am 8. Mai 2007 in SmackDown an Edge abgeben.
Nach seiner Rückkehr im September 2007 fehdete er bis Dezember mit dem erneuten World Heavyweight Champion Batista. Ab November 2007 wurden Edge und später auch seine La Familia (Vickie Guerrero, Chavo Guerrero, Bam Neely, Curt Hawkins und Zack Ryder) ins Programm einbezogenen. Bei WrestleMania 24 trafen Calaway und Edge, welcher der amtierende World Heavyweight Champion war, aufeinander. Dieses Match gewann Calaway und wurde somit erneut World Heavyweight Champion. Der Titel wurde ihm am 29. April 2008 von Vickie Guerrero aberkannt. Nach der Veranstaltung One Night Stand am 1. Juni 2008 musste Calaway erneut verletzungsbedingt pausieren. Er kehrte beim SummerSlam am 17. August des Jahres mit einem gewonnenen Hell in a Cell-Match gegen Edge zurück und beendete die Fehde.

#### Verteidigung und Ende der Siegesserie bei WrestleMania (2009–2014)

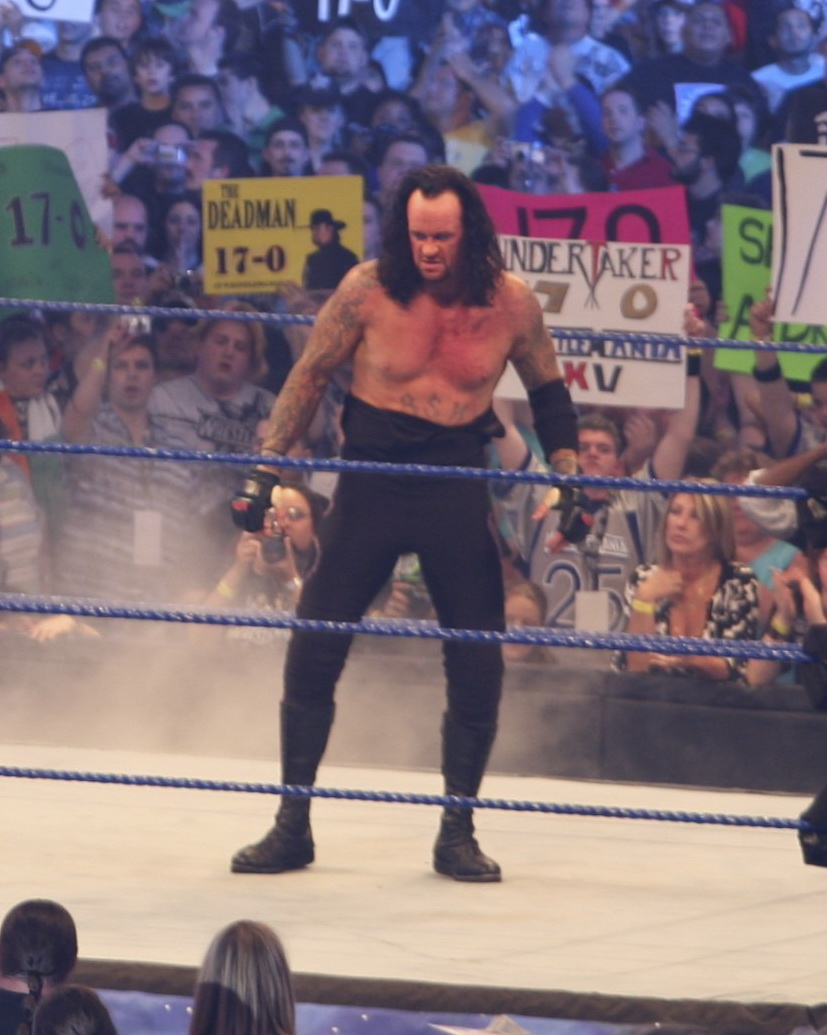
Calaway bei WrestleMania 25 nach seinem Sieg gegen Shawn Michaels

Nach einem weiteren Programm mit Vickie und Big Show begann im Frühjahr 2009 eine Fehde mit Shawn Michaels, den er bei WrestleMania 25 in einem von der Fachpresse gelobten Match besiegte. Beim SummerSlam 2009 kehrte Calaway aus einer seit WrestleMania eingelegten Pause wieder zurück. Er begann ein Fehdenprogramm mit CM Punk um die World Heavyweight Championship, die er schließlich bei der Großveranstaltung Hell in a Cell 2009 gewann. Bei der Großveranstaltung WWE Elimination Chamber 2010 verlor Calaway den Titel im gleichnamigen Match an Chris Jericho und fehdete anschließend erneut gegen Michaels. Bei WrestleMania 26 in Phoenix besiegte Calaway Michaels erneut, woraufhin Michaels seine Karriere beendete. Nach WrestleMania pausierte er verletzungsbedingt. Nach einigen sporadischen Auftritten wurde er in das Geschehen um die World Heavyweight Championship eingebunden. Er musste jedoch nach einem falsch ausgeführten Seated Senton von Rey Mysterio erneut verletzungsbedingt pausieren. Calaway kehrte beim SummerSlam 2010 zurück, um dann ein Fehdenprogramm gegen den amtierenden World Heavyweight Champion Kane zu bestreiten. Nach einem verlorenen Buried Alive Match bei Bragging Rights legte Calaway erneut eine krankheitsbedingte Pause ein.
Am 21. Februar 2011 kehrte Calaway bei Raw allgemein aus seiner Verletzungspause zurück. Nach einem gewonnenen Match gegen Triple H bei WrestleMania XXVII am 3. April 2011 pausierte er erneut. Nach fast zehn Monaten kehrte er am 30. Januar 2012 bei Raw zurück und nahm die Fehde gegen Triple H wieder auf. Bei Wrestlemania XXVIII am 1. April 2012 besiegte Calaway ihn in einem Hell-in-a-Cell-Match, bei dem Shawn Michaels als Gastringrichter fungierte. Am 23. Juli 2012 trat Calaway im Zuge der 1000. Folge von Monday Night Raw auf. Er war damit der einzige Wrestler des damaligen WWE-Kaders, der sowohl bei der ersten als auch bei der 1000. Folge aufgetreten war. Bei der RAW Old School-Ausgabe am 4. März 2013 kehrte Calaway wieder in die offiziellen WWE-Shows zurück, nachdem er bereits zwei Wochen zuvor bei einer Houseshow ein Match bestritten hatte. Bei der darauffolgenden WrestleMania XXIX besiegte er CM Punk. Einige Wochen später bestritt er noch ein Team-Match bei RAW, danach pausierte er erneut.

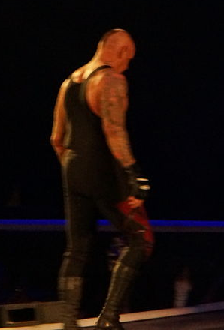
Calaway nach seiner ersten WrestleMania-Niederlage bei WrestleMania XXX

Am 24. Februar 2014 kehrte Calaway in die Shows zurück, um ein Fehdenprogramm mit Brock Lesnar zu bestreiten. Er bestritt gegen Lesnar ein Match bei WrestleMania XXX, in der seine Streak nach 21 Matches endete. Eine Niederlage des Undertakers galt vor dem Match als nahezu ausgeschlossen. Das Ende der Streak wird häufig zu den größten Überraschungsmomenten der WWE-Geschichte gezählt.

#### Vereinzelte Auftritte und angedeutetes Karriereende (2015–2017)
Am 29. März 2015 kehrte Calaway bei Wrestlemania 31 zurück. Er bestritt ein Match gegen Bray Wyatt, welches er gewinnen durfte. Danach pausierte Calaway erneut und kehrte erst am 19. Juli 2015 beim PPV Battleground zurück. Hier griff er in das Match Brock Lesnar gegen Seth Rollins ein. Somit startete erneut ein Fehdenprogramm mit Brock Lesnar, welches in zwei Matches enden sollte. Beim darauffolgenden PPV, dem SummerSlam, durfte Calaway gegen Lesnar kontrovers gewinnen. Die Fehde endete mit einem Sieg von Lesnar am 25. Oktober 2015 beim PPV Hell in a Cell. Anschließend begann eine Fehde mit der Wyatt Family. Bei den Survivor Series 2015, die dem 25-jährigen WWE-Jubiläum des Undertaker gewidmet waren, erreichte die Fehde ihren Höhepunkt. Gemeinsam als Brothers of Destruction nahmen sich Calaway und sein Storyline-Halbbruder Kane, in einem Tag-Team-Match, Luke Harper und Bray Wyatt an. Das Match durften die Brothers of Destruction für sich entscheiden.
Calaway kehrte am 29. Februar 2016 wieder in die Shows zurück. Nun wurde er in der Fehde gegen Shane McMahon selbst aktiv, welche schon in der Woche zuvor gestartet war. Der Höhepunkt der Fehde fand am 3. April bei WrestleMania 32 statt. Das Hell in a Cell Match gegen Shane McMahon durfte Calaway für sich entscheiden. Mit einer Matchzeit von mehr als 30 Minuten war es das längste Match des PPVs. Anschließend legte Calaway erneut eine mehrmonatige Pause ein. Mit der 900. Ausgabe von SmackDown am 15. November 2016 feierte Calaway seine Rückkehr. Es blieb allerdings bei einem einzelnen Segment und er war in der Folgezeit nicht mehr in den TV-Shows zu sehen. Erst am 9. Januar 2017 kam Calaway zurück, allerdings zu RAW. Hier verkündete er seine Teilnahme am Royal Rumble-Match, welches beim gleichnamigen PPV am 29. Januar stattfand. Er kam als Nummer 29 in den Ring und wurde als 26. Teilnehmer eliminiert (durch Roman Reigns). Er war dabei 5:30 Minuten im Ring und eliminierte unter anderem Sami Zayn, The Miz und Bill Goldberg in dessen zweitem Royal Rumble Match. Am 2. April 2017 bei WrestleMania 33 bestritt der Undertaker sein letztes Match gegen Roman Reigns, welches er verlor. Daraufhin ließ er seine Handschuhe, seinen Mantel und seinen Hut im Ring liegen, womit er sein Karriereende andeutete.

#### Letzte Fehden und Rückkehr des American Bad Ass (2018–2020)

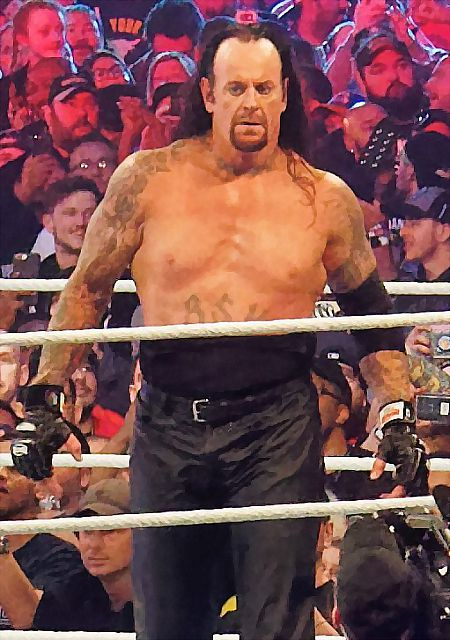
Calaway bei seiner WrestleMania 34 Rückkehr

Im Frühjahr wurde der Undertaker (nach Storyline) über Wochen hinweg immer wieder von John Cena zu einem Match beim bevorstehenden Wrestlemania herausgefordert. Der Undertaker, welcher wochenlang kein Zeichen von sich gab, kehrte während des Pay-Per-Views überraschend zurück und durfte das Match gegen John Cena innerhalb weniger Minuten für sich entscheiden.
Am 16. Juni wurde bekannt, dass der Undertaker und Triple H bei dem PPV Super ShowDown in einem Match das letzte Mal aufeinander treffen würden. Als es letztendlich am 6. Oktober 2018 zu dem Match kam, hatte vermutlich keiner damit gerechnet, dass Triple H gewinnen würde. Dazu kam es jedoch, trotz Kane an der Seite des Deadman. An der Seite von Triple H stand dessen bester Freund, Shawn Michaels. Nach dem Sieg von Hunter attackierten die Brothers of Destruction ihn und Michaels. Beim in Saudi-Arabien stattfindenden Pay-Per-View Crown Jewel kam es zum Tag-Team-Match zwischen den Brothers of Destruction (Undertaker und Kane) und D-Generation-X (Triple H und Shawn Michaels), welches der Undertaker und Kane verloren. Am 7. Juni 2019 bestritt Taker ein Singles Match gegen Goldberg bei WWE Super ShowDown, welches er gewann. Am 14. Juli 2019 bestritt er ein No Holds Barred Tag Team Match mit Roman Reigns gegen Drew McIntyre und Shane McMahon, welches er gewann.
Der Undertaker kehrte überraschend am 27. Februar 2020 bei Super ShowDown zurück. Er besiegte AJ Styles, um die Tuwaiq Trophy zu gewinnen. In den folgenden Wochen provozierte Styles Undertaker und nannte ihn bei seinem richtigen Namen Mark Calaway. Styles forderte letztendlich den Undertaker zu einem Match bei WrestleMania 36 heraus. Daraufhin hielt der Undertaker eine Promo, bei der er zum ersten Mal seit Jahren nicht als Deadman, sondern als American Bad Ass auftrat. Bei WrestleMania 36 kämpften beide in einem abgelegenen ländlichen Gebiet und nicht in einem traditionellen Wrestling-Match. Zum Match erschien Undertaker mit einem Motorrad. Er gewann das Match, indem er Styles im leeren Grab begraben hatte. Später gab Calaway bekannt, dass das Match, in welchem er einen Menschen begraben musste, durch die Nachricht über den Tod seines Bruders einen Tag zuvor für ihn besonders schwer war.

#### Rücktritt und Hall of Fame (2020–2022)
Am 21. Juni 2020 wurde die letzte Folge der Doku The Last Ride auf WWE-Network ausgestrahlt. Darin erklärt Calaway, dass er kein Interesse hat, weiterhin aktiv in den Ring zu steigen. Ob er zukünftig Auftritte im Zuge seines Wrestling-Gimmicks absolviert, ist unklar. Im Rahmen der Survivor Series (2020) am 22. November 2020, fand am Ende der Show die endgültige Verabschiedung „Final Farewell“ des Undertakers statt, exakt 30 Jahre nach seinem Debüt.
Am 18. Februar 2022 gab die WWE bekannt, dass er in die WWE Hall of Fame 2022 aufgenommen wird. Am 1. April 2022 fand die Zeremonie mit dem Undertaker als Headliner statt.

### Außerhalb des Wrestlings
Calaway ist seit Juni 2010 in dritter Ehe mit der Wrestlerin Michelle McCool verheiratet, mit der er zwei gemeinsame Kinder hat. Von 1989 bis 1999 war er mit seiner ersten Ehefrau Jodi Lynn verheiratet. Aus dieser Ehe stammt ein Sohn (* 1993). Die Ehe mit seiner zweiten Ehefrau Sara, die er bei einer Autogrammstunde der WWF kennengelernt hatte und mit der er zwei gemeinsame Töchter (* 2002 und * 2005) hat, hielt von 2000 bis 2009.
Calaway gab 1991 sein Filmdebüt als Hutch im Film Der Ritter aus dem All. Er hatte Gastrollen bei Poltergeist – Die unheimliche Macht und Celebrity Deathmatch. Im Jahr 2002 trat Calaway in der kanadischen Sportsendung Off the Record with Michael Landsberg auf. Calaways WWE-Charakter wurde in zahlreiche WWE-Videospiele aufgenommen, angefangen mit WWF Super WrestleMania (1992) und zuletzt in WWE 2K24 (2024). Eine spezielle Undertaker-Version von WWE 2K14 wurde 2013 veröffentlicht. Eine zehnbändige Reihe von Comics, geschrieben von Beau Smith und von Manny Clark gezeichnet, die auf The Undertaker basieren, wurden monatlich von Chaos! Comics zwischen Februar 1999 und Januar 2000 veröffentlicht. Der Fokus lag hauptsächlich auf seinen Kayfabe-Hintergrund und Charaktere wie Paul Bearer, Mankind und Kane waren auch Teil der Reihe. Die Serie wurde später auch als Taschenbuch von Titan Books mit dem Titel WWF Presents: Undertaker veröffentlicht. Auf Deutsch erschienen diese Hefte nur unvollständig in der Reihe WWF Comix (dort Hefte 1 und 3) bei Chaos! Comics Deutschland (mg publishing). Darüber hinaus erschien im Juni 2020 eine Graphic Novel über The Undertaker bei Panini Comics als Band 2 der Reihe WWE.

## Filmografie (Auswahl)
- 1991: Der Ritter aus dem All (Suburban Commando)
- 1999: Poltergeist – Die unheimliche Macht (Poltergeist: The Legacy, Fernsehserie, Folge 4x08)
- 2012: Clash Times (Fernsehserie, 4 Folgen)
- 2017: Surf’s Up 2: Wave Mania
- 2021: Escape the Undertaker

## Titel und Auszeichnungen

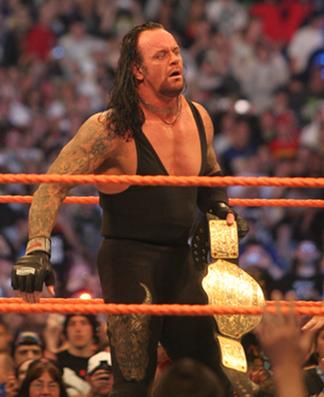
Calaway hielt die World Heavyweight Championship dreimal und ist insgesamt ein siebenfacher World Champion

### Titel
- United States Wrestling Association
  - 1× USWA Unified World Heavyweight Champion

- World Class Wrestling Association
  - 1× WCWA Texas Heavyweight Champion

- World Wrestling Federation/Entertainment
  - 1× WCW Tag Team Champion mit Kane
  - 3× World Heavyweight Champion
  - 4× WWE Champion
  - 6× WWF Tag Team Champion jeweils 1× mit Steve Austin und The Rock und jeweils 2× mit Big Show und Kane
  - 1× WWF Hardcore Champion

### Auszeichnungen
- World Wrestling Federation/Entertainment
  - 2007: Royal Rumble Sieger
  - 2020: Tuwaiq Trophy Sieger
  - 2022: Aufnahme in die Hall of Fame
  - 2022: Erhalt einer Bronze Statue

## WrestleMania-Statistik

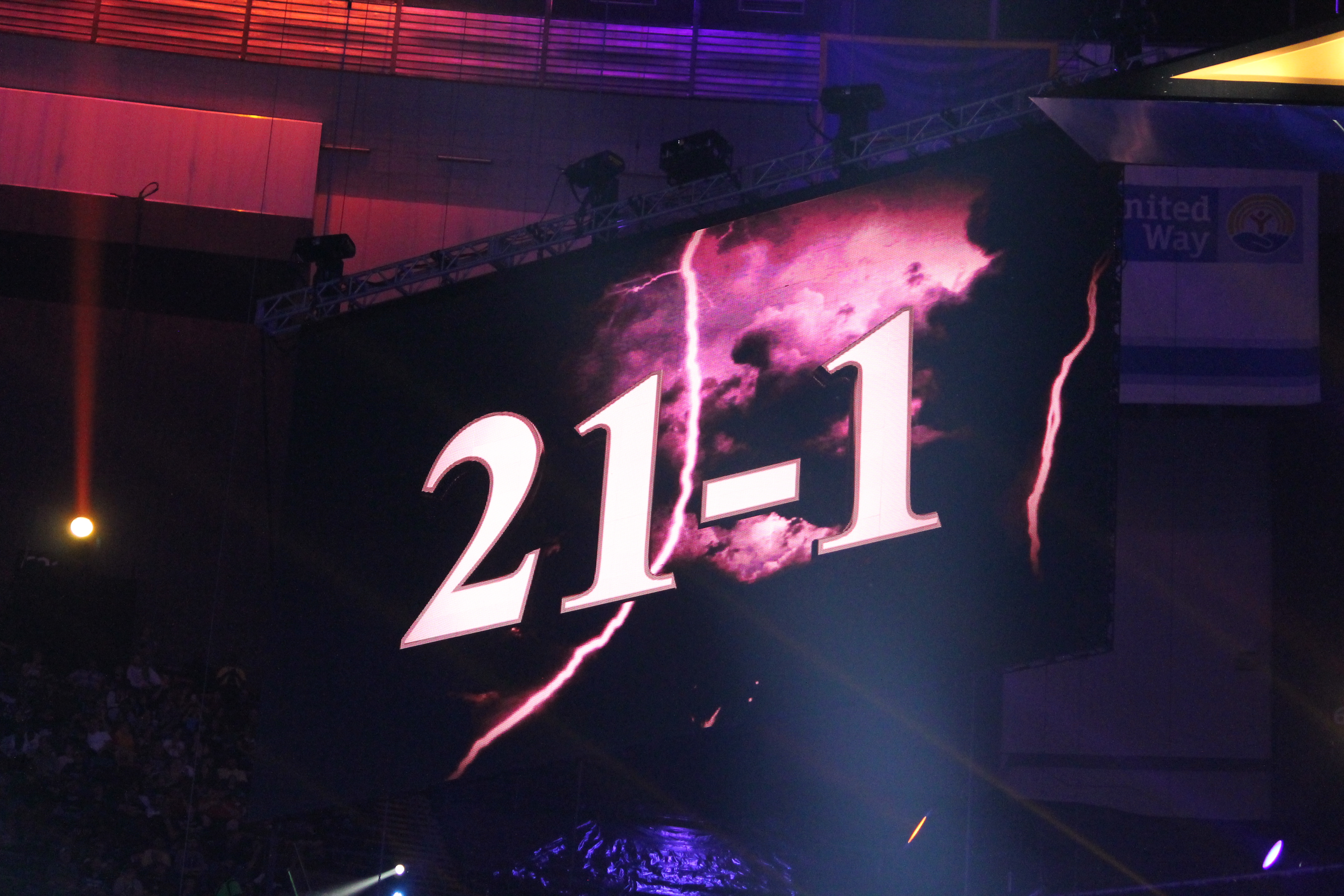
Calaways Siegesserie endete bei WrestleMania XXX

Calaway hielt den Rekord von 21 Matches ohne Niederlage bei Wrestlemania, was auch als undefeated streak bezeichnet wurde. Jedes Jahr versuchte ein Kontrahent diese Serie laut Storyline zu brechen. Am 6. April 2014 bei WrestleMania XXX gelang es Brock Lesnar, drei Jahre später Roman Reigns.
| Ergebnis   | Rekord | Gegner             | Datum         | Veranstaltung        | Methode          | Zeit  |
| ---------- | ------ | ------------------ | ------------- | -------------------- | ---------------- | ----- |
| Sieg       | 1–0    | Jimmy Snuka        | 24. März 1991 | WrestleMania VII     | Pinfall          | 4:20  |
| Sieg       | 2–0    | Jake Roberts       | 5. Apr. 1992  | WrestleMania VIII    | Pinfall          | 6:36  |
| Sieg       | 3–0    | Giant González     | 4. Apr. 1993  | WrestleMania IX      | Disqualification | 7:33  |
| Sieg       | 4–0    | King Kong Bundy    | 2. Apr. 1995  | WrestleMania XI      | Pinfall          | 6:36  |
| Sieg       | 5–0    | Diesel             | 31. März 1996 | WrestleMania XII     | Pinfall          | 16:46 |
| Sieg       | 6–0    | Sycho Sid          | 23. März 1997 | WrestleMania 13      | Pinfall          | 21:19 |
| Sieg       | 7–0    | Kane               | 29. März 1998 | WrestleMania XIV     | Pinfall          | 16:58 |
| Sieg       | 8–0    | Big Bossman        | 28. März 1999 | WrestleMania XV      | Pinfall          | 9:48  |
| Sieg       | 9–0    | Triple H           | 1. Apr. 2001  | WrestleMania X-Seven | Pinfall          | 18:17 |
| Sieg       | 10–0   | Ric Flair          | 17. März 2002 | WrestleMania X8      | Pinfall          | 18:47 |
| Sieg       | 11–0   | A-Train & Big Show | 30. März 2003 | WrestleMania XIX     | Pinfall          | 9:45  |
| Sieg       | 12–0   | Kane               | 14. März 2004 | WrestleMania XX      | Pinfall          | 7:45  |
| Sieg       | 13–0   | Randy Orton        | 3. Apr. 2005  | WrestleMania 21      | Pinfall          | 14:14 |
| Sieg       | 14–0   | Mark Henry         | 2. Apr. 2006  | WrestleMania 22      | Casket           | 9:26  |
| Sieg       | 15–0   | Batista            | 1. Apr. 2007  | WrestleMania 23      | Pinfall          | 15:47 |
| Sieg       | 16–0   | Edge               | 30. März 2008 | WrestleMania XXIV    | Submission       | 24:03 |
| Sieg       | 17–0   | Shawn Michaels     | 5. Apr. 2009  | WrestleMania 25      | Pinfall          | 30:44 |
| Sieg       | 18–0   | Shawn Michaels     | 28. März 2010 | WrestleMania XXVI    | Pinfall          | 23:59 |
| Sieg       | 19–0   | Triple H           | 3. Apr. 2011  | WrestleMania XXVII   | Submission       | 29:24 |
| Sieg       | 20–0   | Triple H           | 1. Apr. 2012  | WrestleMania XXVIII  | Pinfall          | 30:50 |
| Sieg       | 21–0   | CM Punk            | 7. Apr. 2013  | WrestleMania XXIX    | Pinfall          | 22:07 |
| Niederlage | 21–1   | Brock Lesnar       | 6. Apr. 2014  | WrestleMania XXX     | Pinfall          | 25:12 |
| Sieg       | 22–1   | Bray Wyatt         | 29. März 2015 | WrestleMania 31      | Pinfall          | 15:12 |
| Sieg       | 23–1   | Shane McMahon      | 3. Apr. 2016  | WrestleMania 32      | Pinfall          | 30:05 |
| Niederlage | 23–2   | Roman Reigns       | 2. Apr. 2017  | WrestleMania 33      | Pinfall          | 24:58 |
| Sieg       | 24–2   | John Cena          | 8. Apr. 2018  | WrestleMania 34      | Pinfall          | 2:46  |
| Sieg       | 25-2   | AJ Styles          | 4. Apr. 2020  | Wrestlemania 36      | Bury             | 18:24 |